# Deep in Love
«Deep in Love» es una canción del productor rumano Tom Boxer y la cantante Morena, con la colaboración del intérprete inglés J Warner. Se estrenó como sencillo en CD en Italia el 31 de octubre de 2011 a través de Step and Go, y más tarde en formato digital en varios países el 14 de febrero de 2012 a través de Roton. Boxer y Warner escribieron la pista, mientras que el primero se encargó de la producción; Boxer llegó con la idea tras la canción en Marruecos en 2011 y grabó una maqueta mientras se dirigía hacia un concierto. Finalmente trabajó en el sencillo durante cuatro meses. En sus letras se incluye una referencia al popular paradigma de que los hombres son de Marte y las mujeres de Venus.
Filmado en un estudio en Bucarest y en las Canarias, el video oficial de «Deep in Love» se estrenó en el canal oficial de Roton en YouTube el 15 de agosto de 2011. Para una mayor promoción, la canción estuvo presente en el evento ZU Loves You organizado por la Radio ZU. La pista ingresó dentro de las primeras 40 posiciones en las listas de Hungría, Rumania, Polonia e Italia, y recibió un disco de platino en este último país otorgado por la Federación de la Industria Musical Italiana (FIMI) tras vender 30.000 unidades.

## Antecedentes y lanzamiento
«Deep in Love» fue escrita por Tom Boxer y J Warner, mientras que el primero se encargó de la producción. Boxer compuso la canción en 2011 en Marruecos; mientras se encontraba en su auto con Morena en dirección hacia un concierto, el artista llegó con una melodía y grabó una maqueta en su teléfono móvil. El trabajo en «Deep in Love» duró cuatro meses y el proceso de mezcla de las voces se llevó a cabo en un estudio en Londres.
Las letras de la canción incluyen: «I'm from Venus, you're from Mars / When we're together, we create stars»—en español: Soy de Venus, eres de Marte / Cuando estamos juntos, formamos estrellas—; Morena explicó durante una entrevista que dicha línea describe la relación entre dos personas que comparten una conexión especial y amor, «formando estrellas [...] en lo más alto del cielo». Boxer afirmó que tenía la intención de «poner un mensaje» en la pista, y que las líneas mencionadas contienen una referencia al popular paradigma de que los hombres son de Marte y las mujeres de Venus.
«Deep in Love» se estrenó como sencillo en CD en Italia el 31 de octubre de 2011 a través de Step and Go, y más tarde en formato digital en varios países el 14 de febrero de 2012 a través de Roton. También se lanzaron dos EPs de remezclas, y la canción apareció en tres compilados del sello Kontor Records.

## Video musical y promoción
El video musical de «Deep in Love» se estrenó en el canal oficial del sello discográfico Roton en YouTube el 15 de agosto, precedido por el lanzamiento de un teaser el 9 de agosto de 2011. El videoclip se filmó en un estudio en Bucarest, Rumania, así como también en las Canarias; Morena diseñó los vestuarios utilizados. El video empieza con Morena posando contra un paisaje desértico, mientras luce un traje blanco con un velo rojo sujeto a su espalda y botas blancas. El resto del videoclip alterna entre varias tomas, incluido su baile con tres bailarines de respaldo, imágenes de Warner y Boxer, así como tomas en primer plano de Morena frente a una cámara y un fondo floral. Ocasionalmente, aparece la letra de la canción con flechas en la pantalla. Para una mayor promoción, «Deep in Love» estuvo presente en el evento Zu Loves You de la Radio ZU el 16 de febrero de 2012.

## Desempeño comercial
Desde el punto de vista comercial, «Deep in Love» obtuvo éxito moderado en las listas. Alcanzó la posición número 18 en el Top 100 rumano en diciembre de 2011, y el número nueve en la lista Radio Airplay de Media Forest a principios de 2012. Media Forest condujo la lista de fin de año en 2012, donde la pista se posicionó en el número 29. «Deep in Love» alcanzó el número 37 en la lista FIMI, donde permaneció por más de 40 semanas. También recibió un disco de platino en el país en 2013 otorgado por la Federación de la Industria Musical Italiana (FIMI) tras vender 30,000 unidades. La canción alcanzó el número ocho en la lista Dance Top 40 de Hungría, el número 18 en la lista Dance Top 50 de Polonia, y el número 109 en el ranking Tophit de Rusia.

## Formatos
| - Sencillo en CD 1. «Deep in Love» (Extended Version) – 5:03 2. «Deep in Love» (Club Edit) – 5:18 3. «Deep in Love» (Kros vs Simone Farina Remix) – 5:17 4. «Deep in Love» (Pink Room Remix) – 5:06 5. «Deep in Love» (Radio Edit) – 3:28 - Descarga digital 1. «Deep in Love» (Radio Edit) [feat. J Warner] – 3:28 | - EP de remezclas 1 1. «Deep in Love» (Radio Edit) – 3:28 2. «Deep in Love» (Club Edit) – 5:17 3. «Deep in Love» (Extended Version) – 5:02 4. «Deep in Love» (The Perez Brothers Remix) – 5:17 5. «Deep in Love» (The Perez Brothers Remix Radio Edit) – 3:49 6. «Deep in Love» (Pink Room Remix) – 5:05 - EP de remezclas 2 1. «Deep in Love» (Extended Version) – 5:03 2. «Deep in Love» (Club Edit) – 5:18 3. «Deep in Love» (Kros vs Simone Farina Remix) – 5:17 4. «Deep in Love» (Pink Room Remix) – 5:06 5. «Deep in Love» (Radio Edit) – 3:28 |

## Personal
Adaptado de las notas del sencillo en CD.
- Compositor(es) – Tom Boxer, J. Warner
- Productor(es) – Tom Boxer
- Mezcla – Karim Razak, Kros, Oreste Spagnuolo, Simone Farina

## Posicionamiento en listas
| Hungría | Dance Top 40        | 8   |
| Italia  | FIMI                | 37  |
| Polonia | Dance Top 50        | 18  |
| Rumania | Romanian Top 100    | 18  |
| Rumania | Romania Radio Songs | 9   |
| Rusia   | Tophit              | 109 |

| Rumania | Media Forest | 29 |

## Certificaciones
| País | Certificación | Ventas |
| --- | ------------- | ------ |
| Italia (FIMI) | Platino       | 30.000 |
| *cifras de ventas basadas únicamente en la certificación xcifras no especificadas basadas únicamente en la certificación |               |        |

## Historial de lanzamiento
| País   | Fecha                 | Formato          | Discográfica | Ref   |
| ------ | --------------------- | ---------------- | ------------ | ----- |
| Italia | 31 de octubre de 2011 | Sencillo en CD   | Step and Go  | [ 1 ] |
| Mundo  | 14 de febrero de 2012 | Descarga digital | Roton        | [ 4 ] |